# Grzegorz Michalczyk
Grzegorz Michalczyk (ur. 1964) – polski duchowny rzymskokatolicki, prezbiter archidiecezji warszawskiej, od czerwca 2012 warszawski i zarazem krajowy duszpasterz środowisk twórczych. 

## Życiorys
Święcenia kapłańskie przyjął w 1990, po czym pracował jako wikariusz w parafiach archidiecezji warszawskiej. W latach 1998–2010 był wikariuszem w parafii św. Jakuba Apostoła na Ochocie, gdzie specjalizował się w duszpasterstwie studentów. W roku 2010 został mianowany proboszczem parafii w Laskach. W czerwcu 2012 decyzją arcybiskupa metropolity warszawskiego Kazimierza Nycza został duszpasterzem środowisk twórczych w Warszawie, a tym samym rektorem kościoła św. Brata Alberta i św. Andrzeja Apostoła, stanowiącego siedzibę duszpasterstwa. Równocześnie decyzją Konferencji Episkopatu Polski został również krajowym duszpasterzem środowisk twórczych. Na obu stanowiskach – warszawskim i krajowym – zastąpił ks. Wiesława Niewęgłowskiego, który przeszedł na emeryturę.